# Thomas Wesley Benoist
Thomas „Tom“ Wesley Benoist (* 29. Dezember 1874 in Irondale, Missouri; † 14. Juni 1917 bei Sandusky, Ohio) war ein US-amerikanischer Luftfahrtpionier.
Benoist ist durch seine frühen Flugboote wie die Benoist XIV bekannt geworden. Es waren die ersten, die sich auch für den Passagiertransport eigneten.
Im Jahre 1911 hatte er eine Flugschule in Kinloch Field bei St. Louis in Missouri errichtet. Hier begann er seine eigenen Flugzeugtypen zu entwickeln.
Am 1. März 1912 gelang dem US Army Captain Albert Berry der erste Fallschirmabsprung von einem Flugzeug, einer Benoist XII. Der Fallschirm war von Benoist und seinem Chefpiloten Tony Jannus entwickelt und als US-Patent anerkannt worden.
Ende 1913 bekam Benoist die erste Konzession für eine Fluglinie von Saint Petersburg nach Tampa in Florida. Die St. Petersburg-Tampa Airboat Line war die weltweit erste regelmäßige Passagier-Fluglinie mit Luftfahrzeugen schwerer als Luft. Sie nahm am 1. Januar 1914 mit einer Benoist XIV den Betrieb auf.
Benoist verstarb nach einem Straßenbahnunfall im Jahre 1917.